# Ilija Žarković
Ilija Žarković-Žabar (Golubinci, 1947. – 14. srpnja 2009.) bio je hrvatski književnik iz Srijema u autonomnoj pokrajini Vojvodini, Srbija. Pored rada kao pisca, poznat je u hrvatskim krugovima u vojvođanskom dijelu Srijema i kao glazbenik, skladatelj tamburaške glazbe, publicist, istraživač i svestrani umjetnik. Sakupljao je djela hrvatskog narodnog stvarateljstva. Djelovao je pri HKPD "Tomislav" u rodnim Golubincima. Pisao je i na hrvatskom i na srpskom jeziku.

## Životopis
Ilija Žarković rođen je u Golubincima 1947. godine. Bio je jednim od najpoznatijih hrvatskih pjesnika u Vojvodini. Njegove pjesme su mu tematski vezane za srijemsko selo Golubince, kao i za ljude i doživljaje, koje Žarković u svojim djelima ovjekovječiva.
Pored toga što je zapisao brojna narodna usmena djela (anegdote, pjesme), njegova je osobitost u tome što je on ta djela i uglazbio.
U glazbenim krugovima je poznat kao prvi rock-glazbenik u Srijemu. 1970-ih je snimio rock-album sa svojim sastavom VIS Asteroidi iz njegovih Golubinaca. Težinu i veličinu tog pothvata pokazuje činjenica što je ono vrijeme to uspio napraviti jedan sastav iz provincije.
Singlicu su objavili 1980. godine pod etiketom PGP RTB. Žarković se javlja kao skladatelj i aranžer. Sa sastavom je svirao još 2007. godine. Nakon sviranja rocka, okrenuo se tamburaškoj glazbi, pa je tako svirao u Golubinačkim tamburašima i Hrvatsko kulturno-prosvjetnom društvu Tomislav.
Bio je članom Društvo hrvatskih književnika, a primljen je u to društvo prigodom održavana Tjedna vojvođanskih Hrvata u Zagrebu.
Bio je sudionikom pjesničkih susreta "Lira naiva", a surađivao je sa Zavodom za kulturu vojvođanskih Hrvata.

## Djela
- Lice Ravnice (poezija i proza) - 1996.
- Iz naše avlije i iz komšiluka (zbirka seoskih priča i anegdota) - 2007.
- I ni tamo ni ovamo (poezija) - 2007. (dio pjesama je na hrv., dio je na srp. jeziku)
- Tanke žice tamburice - škola za tamburu (tamburaški udžbenik) - 2007.
- Svirac svira (tamburaški udžbenik) - 2007.
- Zaboravljeni rečnik ruzmaronskog Srema - 2009. (veliki doprinos hrv. i srp. leksikografiji)
- Zaboravljeni rječnik - govor golubinačkog kraja (u tisku, 2009.) (omot dizajnirao Darko Vuković[4])

Svojim djelima je ušao u antologiju poezije nacionalnih manjina u Srbiji Trajnik (prireditelja Riste Vasilevskog) te u izboru iz suvremenog hrvatskog pjesništva u Vojvodini Budi svoj, izašlog u Vijencu br. 400.

## Nagrade i priznanja
Nagrađen je na tamburaškim festivalima:
- Vojvođanske zlatne žice
- Zlatna tamburica
- 2. mjesto na mitrovačkom Festivalu tambure

## Vanjske poveznice
- Radio-Subotica  Arhivirana inačica izvorne stranice od 21. listopada 2007. (Wayback Machine), Knjiška produkcija vojvođanskih Hrvata u 2007.
- Medijska dokumentacija[neaktivna poveznica] Hrvatska riječ: Plod dugogodišnjeg sakupljačkog rada
- Hrvatska čitaonica  Arhivirana inačica izvorne stranice od 19. studenoga 2007. (Wayback Machine) "IV. Dani Balinta Vujkova" u Subotici
- Hrvatska riječ Intervju s Ilijom Žarkovićem: Bez prijatelja ne znam živjeti, 19. prosinca 2003.
- Vijenac, br. 400/2009.  Arhivirana inačica izvorne stranice od 18. rujna 2016. (Wayback Machine) Budi svoj - Izbor iz suvremenoga hrvatskog pjesništva u Vojvodini (1990–2009). Izbor T. Žigmanov
- Hrvatska riječ Intervju s Ilijom Žarkovićem: Nije dovoljno samo plesati i svirati, 16. veljače 2007.